# El ángel más tonto del mundo
El ángel más tonto del mundo es la octava novela de Christopher Moore. La historia transcurre en Navidad, y reúne a distintos personajes de sus anteriores novelas en el ficticio pueblo de Pine Cove, una localización recurrente en las novelas de Moore.
Un disco compacto con la edición original completa grabada de El ángel más tonto del mundo fue realizado con la voz del actor Tony Roberts. En 2005 la novela ganó el Quill Award en la categoría de ciencia ficción/fantasía/horror.
En 2005, Moore publicó The Stupidest Angel, Version 2.0, con el mismo texto que la edición de 2004, pero añadiendo una pequeña historia al final, que se sitúa un año después de los hechos acontecidos en la novela. En la edición española normal aparece este "capítulo extra".

## Resumen de la trama
Un ángel llamado Raziel (que aparece en la anterior novela de Moore (Lamb: The Gospel According to Biff, Christ's Childhood Pal) es enviado a la Tierra para cumplir el deseo de un niño. Él decide ayudar a un niño que ha presenciado el asesinato de un hombre vestido de  Papá Noel. Mientras, la ciudad se prepara para una cena comunitaria en la iglesia local, situada junto al cementerio. En su inepto intento de devolver la vida a "Santa", el ángel provoca que un gran grupo de zombis hambrientos de cerebros salga de sus tumbas y se abalance sobre los habitantes del pueblo.

## Relación con otros trabajos de Moore
La historia se sitúa en Pine Cove, donde también lo hacen La Comedia del Diablo y The Lust Lizard of Melancholy Cove. Tucker Case, piloto de helicóptero de DEA, y su mascota, Roberto, el murciélago de la fruta, aparecen en Island of the Sequined Love Nun. El ángel mencionado en el título, Raziel, aparece en Lamb. Y Sam Applebaum menciona a su primo rastafari Preston, que vive en Maui, quien apareció en Fluke, or, I Know Why the Winged Whale Sings.